# Aichi Steel
Aichi Steel é companhia siderúrgica japonesa e que faz produtos siderúrgicos, produtos forjados, materiais e peças funcionais eletrônicas e produtos aplicados a ímãs entre outros, foi fundada em 1934 com o nome de Aichi Seiko e era uma subsidiária da Toyota Industries, porém em 8 de março de 1940 ela foi separada e passou a ser uma empresa independente com o nome de Toyota Steel Works, Ltd.e em 1945 recebeu a atual nomenclatura,sua sede fi a na cidade de Tokai na provincia de Aichi no Japão.
A Aichi Steel é uma companhia membro do conglomerado japonês Toyota Group e que tem suas empresas irmãs Toyota Motor e a Toyota Tsusho como suas maiores clientes.

## Estrutura da empresa
A empresa esta dividida em quatro divisões:
Steel (Hagane): Este setor é responsável pela produção e comercialização de aço laminado a quente, produtos de aço processados de segunda etapa e materiais estruturais de aço inoxidável. Também participa da fabricação de insumos para a produção de aço e na logística de transporte e armazenamento de produtos siderúrgicos.
Forjamento (Kitael): Especializado na fabricação e venda de produtos estampados e forjados, este setor produz componentes automotivos e partes de máquinas.
Smart Company: Focado em materiais e peças funcionais eletrônicas, este setor desenvolve e comercializa produtos aplicados a ímãs, substâncias vegetais ativas e fibras metálicas. Entre os itens oferecidos estão sensores de impedância magnética amorfa (MI) e ímãs anisotrópicos ligados de neodímio.
A  Aichi Steel tem um setor de tecnologia e atua no desenvolvimento de peças automotivas como caixas de motores e redutores de engrenagens e também opera na venda de produtos e serviços ecológicos como fertilizantes.